# Schopsdorf
Schopsdorf is een plaats in de Duitse deelstaat Saksen-Anhalt, en maakt deel uit van de gemeente Genthin in de Landkreis Jerichower Land.
Tot 1 juli 2012 was Schopsdorf een zelfstandige gemeente.
Schopsdorf heeft circa 250 inwoners en ligt 20 km ten zuidoosten van Genthin.

## Indeling voormalige gemeente
De voormalige gemeente bestond uit de volgende Ortsteile:
- Gottesforth
- Sandforth

## Geschiedenis
De gemeenschap werd voor het eerst vermeld in 1329. Enige eeuwen daarna was het dorp verlaten tot Frederik de Grote zich in 1763 hier vestigde. Als onderdeel van de gemeente herindeling van Saksen-Anhalt in september 2010, was de plaats in eerste instantie een Ortsteil van de gemeente Möckern. Op 31 augustus 2011 werd door de administratieve rechtbank van Dessau de herindeling verworpen op basis van vormfouten. Sinds 1 juli 2012 is Schopsdorf een ortschaft van de gemeente Genthin.
Zie verder onder Genthin.